# 647 Adelgunde
647 Adelgunde

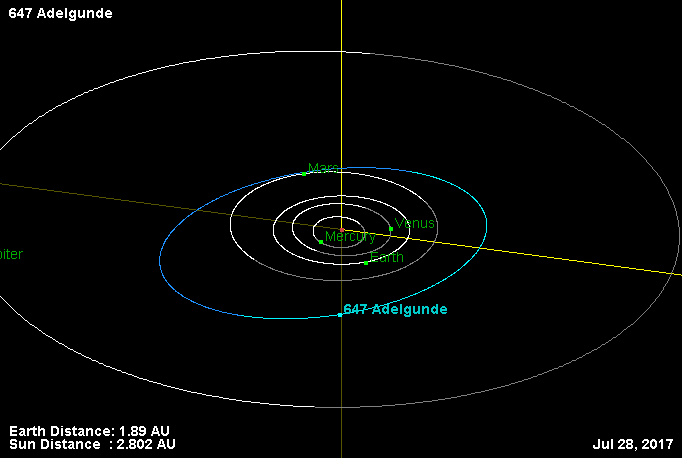
Quỹ đạo của 647 Adelgunde và vị trí của nó lúc 28/7/2017

647 Adelgunde là một tiểu hành tinh ở vành đai chính. Nó được August Kopff phát hiện ngày 11.9.1907 ở Heidelberg và có lẽ được đặt theo tên Vương nữ Adelgunde Auguste của Bayern.